# اللغة العربية في إسرائيل

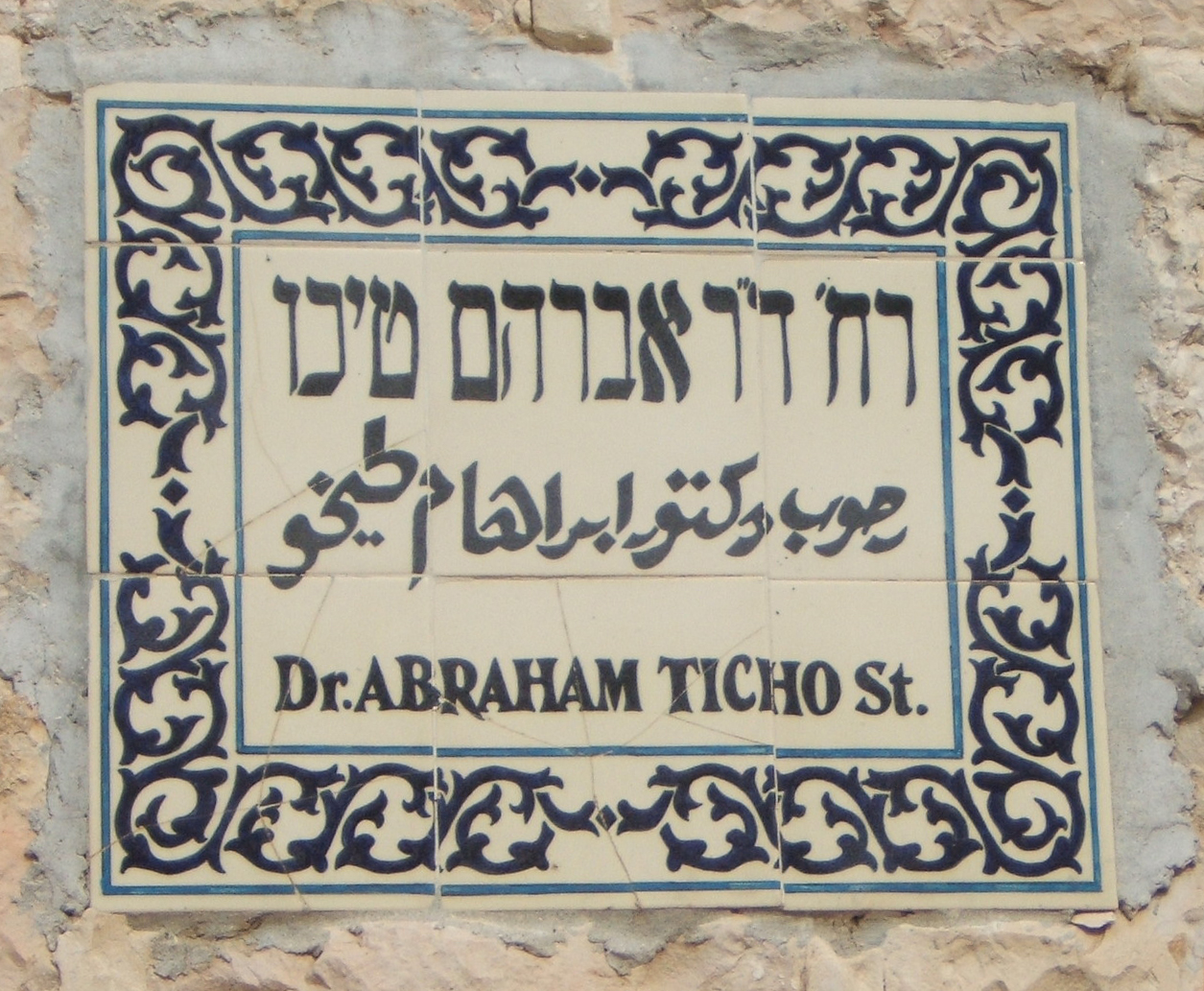
لافتة باللغات الثلاث العبرية والعربية والإنجليزية في فترة الانتداب البريطاني في مدينة القدس.

كانت اللغة العربية في إسرائيل تحظى باعتراف كلغة رسمية بموجب «مرسوم ملكي» انتدابي. يحدد هذا القانون أن اللغة العربية هي لغة رسمية في إسرائيل واستمر هذا الوضع في الدولة حتى 2018 مع إقرار القانون الأساسي: «إسرائيل كدولة أمة للشعب اليهودي». وبحسب القانون السابق، وقعت على الحكومة مسؤولية عامة لنشر جميع الأوامر والإعلانات الرسمية والاستمارات الرسمية بالعبرية والعربية، ويحق للفرد التوجه للسلطات الرسمية وللوزارات مستخدما اللغة العبرية أو العربية، وتقع على السلطات المحلية مسؤولية نشر جميع إعلاناتها المحلية باللغتين.

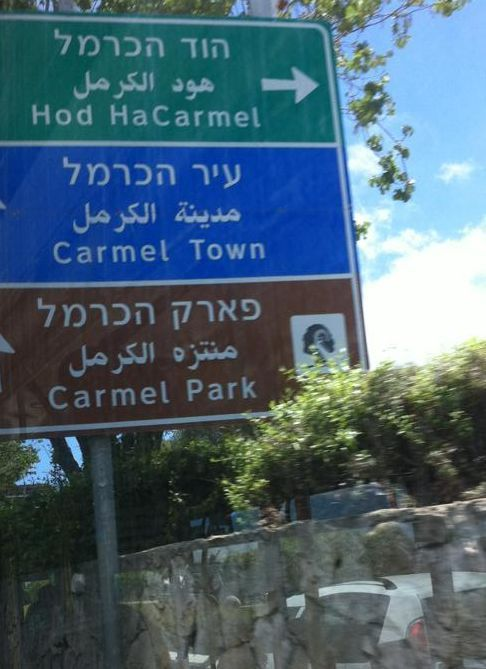
لافتة في مدينة حيفا

اتخذت المحكمة العليا الإسرائيلية قرارا اعتبرته مؤسسة عدالة - المركز القانوني لحقوق الأقلية العربية تاريخيا، ينص على إلزام البلديات في المدن المختلطة في إسرائيل بإضافة الكتابة باللغة العربية على اللافتات داخل هذه المدن، بما في ذلك اللافتات التي تحمل أسماء الشوارع واللافتات التي توجه السائقين وغيرها. هذا القرار ذو أهمية خاصة، ويحمل في طياته العديد من القضايا التي ربما تثير الجدل على الساحتين القانونية والسياسية في السنوات القادمة. منذ مطلع التسعينيات بدأت المحكمة بإلزام السلطات باحترام حق الأقلية العربية باستخدام لغتها. وفي عدد من الأحكام القضائية تم الاعتراف بحق الأقلية العربية بلغتها: بخصوص الحق في نشر الإعلانات باللغة العربية، بخصوص الحق في التوجه للسلطات باللغة العربية، بخصوص الكتابة بالعربية على بطاقة التصويت للانتخابات، وبخصوص إضافة العربية على لافتات الشوارع الرئيسية وفي المدن التي تسكن فيها أقلية عربية كبيرة والمزيد. في جميع هذه الأحكام، لم تستند المحكمة لبند القانون من «المرسوم الملكي» على الرغم من سريان هذا القانون في «دولة» إسرائيل. لقد اعتمدت المحكمة على الاعتراف بحق الفرد في حرية التعبير وبواجب الأخذ بعين الاعتبار مصلحة الجمهور العربي في التعبير عن نفسه بلغته.מדיניות לשונית בישראל
- بالإضافة إلى ذلك، في بيت البرلمان الإسرائيلي «الكنيست» بإمكان أعضاء الكنسيت العرب القاء الخطابات في اللغة العربية، وأيضا هنالك المواقع الالكترونية لمكاتب الحكومة الإسرائيلية مترجمة إلى اللغة العربية، وذلك من أجل توفير الخدمات للمواطنين العرب في إسرائيل.

القاضي أهارون باراك كتب في حيثيات قراره أن لكل إنسان الحق في المحافظة على لغته، وأن للّغة العربية مكانة خاصة في إسرائيل:
«إن اللغة العربية هي لغة أكبر أقلية في إسرائيل، وهي أقلية تعيش في إسرائيل منذ القدم. إنها لغة ترتبط بالمميزات الثقافية، التاريخية والدينية للأقلية العربية في إسرائيل. إنها لغة السكان الذين يريدون العيش في إسرائيل، على الرغم من الصراع العربي- الإسرائيلي، كمواطنين أوفياء ومتساوي الحقوق، مع احترام لغتهم وثقافتهم. إن الرغبة في ضمان التعايش القائم على احترام أحفاد إبراهيم عليه السلام، في إطار التسامح المتبادل والمساواة، يُبرر الاعتراف بإضافة اللغة العربية على اللافتات البلدية في المدن التي تعيش فيها أقلية عربية ملحوظة (بين 6-19% من السكان).» (من التماس م.ع.ع 4112/99، عدالة)

## تداخل لغوي بين اللغة العربية والعبرية
المواطنون العرب هم جزء لا يتجزّأ من الأمّة العربيّة، وتشكّل اللغة العربيّة لغة الدين والحضارة والتراث بالنسبة لهم. فالمسائل العامّة التي تتحدّى العربية كالازدواجيّة اللغويّة، واللهجات واللغات الدارجة منتشرة لدى جميع الناطقين بالعربيّة دون استثناء، وهذا بدوره يثقل سيرورة إتقان اللغة والتحدّث بها بطلاقة. من الطبيعيّ أن يحصل تداخل لغويّ لدى التواصل بين الأغلبيّة والأكثريّة في الدولة. إلا أنّ وضع اللغة العربيّة في إسرائيل لا يتمثّل فقط في الدخيل اللغويّ، بل يتعدّاه ليشمل الجانب الهويّتيّ والثقافيّ والرمزيّ.